# Gran Premi de Malàisia del 2005
Resultats del Gran Premi de Malàisia de Fórmula 1 de la temporada 2005, disputat al circuit de Sepang a Kuala Lumpur, el 20 de març del 2005.

## Resultats
| Pos. | No | Pilot                | Equip              | Voltes | Temps/ Retirada  | Pos. de sortida | Punts |
| ---- | -- | -------------------- | ------------------ | ------ | ---------------- | --------------- | ----- |
| 1    | 5  | Fernando Alonso      | Renault            | 56     | 1h 31' 33. 736   | 1               | 10    |
| 2    | 16 | Jarno Trulli         | Toyota             | 56     | + 24.327 s       | 2               | 8     |
| 3    | 8  | Nick Heidfeld        | Williams - BMW     | 56     | + 32.188 s       | 10              | 6     |
| 4    | 10 | Juan Pablo Montoya   | McLaren - Mercedes | 56     | + 41.631 s       | 11              | 5     |
| 5    | 17 | Ralf Schumacher      | Toyota             | 56     | + 51.854 s       | 5               | 4     |
| 6    | 14 | David Coulthard      | RBR - Cosworth     | 56     | + 1' 12.543 min. | 8               | 3     |
| 7    | 1  | Michael Schumacher   | Ferrari            | 56     | + 1' 19.988 min. | 13              | 2     |
| 8    | 15 | Christian Klien      | RBR - Cosworth     | 56     | + 1' 20.835 min. | 7               | 1     |
| 9    | 9  | Kimi Räikkönen       | McLaren - Mercedes | 56     | + 1' 21.580 min. | 6               |       |
| 10   | 12 | Felipe Massa         | Sauber - Petronas  | 55     | + 1 Volta        | 14              |       |
| 11   | 19 | Narain Karthikeyan   | Jordan - Toyota    | 54     | + 2 Voltes       | 17              |       |
| 12   | 18 | Tiago Monteiro       | Jordan - Toyota    | 53     | + 3 Voltes       | 18              |       |
| 13   | 21 | Christijan Albers    | Minardi - Cosworth | 52     | + 4 Voltes       | 19              |       |
| Ret  | 2  | Rubens Barrichello   | Ferrari            | 49     | Neumàtics        | 12              |       |
| Ret  | 6  | Giancarlo Fisichella | Renault            | 36     | Accident         | 3               |       |
| Ret  | 7  | Mark Webber          | Williams - BMW     | 36     | Accident         | 4               |       |
| Ret  | 11 | Jacques Villeneuve   | Sauber - Petronas  | 26     | Accident         | 16              |       |
| Ret  | 3  | Jenson Button        | BAR - Honda        | 2      | Motor            | 9               |       |
| Ret  | 4  | Anthony Davidson     | BAR - Honda        | 2      | Motor            | 15              |       |
| Ret  | 20 | Patrick Friesacher   | Minardi-Cosworth   | 2      | Accident         | 20              |       |

## Altres
- Pole: Fernando Alonso 1' 32. 582

- Volta ràpida: Kimi Räikkönen 1' 35. 483 (a la volta 23)